# Ǵoko Josifov
Ǵoko Josifov est un joueur macédonien de volley-ball né le 6 mars 1985. Il mesure 2,04 m et joue au poste de central.

## Clubs
| Club                      | De        | À         |
| ------------------------- | --------- | --------- |
| Rabotnicki Fersped Skopje | 2002-2003 | 2006-2007 |
| CV Tarragona              | 2007-2008 | 2007-2008 |
| Rabotnicki Fersped Skopje | 2008-2009 | 2008-2009 |
| CVM Remat Zalău           | 2009-2012 | 2009-2012 |
| UVB Arbesbach             | 2012-2013 | 2012-2013 |
| CS Șimleu Silvaniei       | 2013-2014 | 2013-2014 |
| CSM Bucureşti             | 2014      | 2014      |
| AS Cannes                 | 2014-2015 | ...       |

## Palmarès
- Championnat de Macédoine (7)
  - Vainqueur : 2002, 2003, 2004, 2005, 2006, 2007, 2009
- Coupe de Macédoine (7)
  - Vainqueur : 2002, 2003, 2004, 2005, 2006, 2007, 2009
- Championnat de Roumanie (2)
  - Vainqueur : 2010, 2011